# 휴대용 소프트웨어
휴대용 소프트웨어는 컴퓨터 소프트웨어를 이동식 장치(노트북 컴퓨터, 내비게이션 등)에 사용 흔적을 남기지 않고 사용할 수 있도록 리팩된 소프트웨어다.
사용자들은 포터블(portable) 프로그램으로 분류 또는 칭하기도 한다.
정식으로 리팩된 소프트웨어도 많지만 사용자가 직접 리팩해서 만든 소프트웨어도 많다. 일부에선 리버스 엔지니어링으로 보기도 한다.

## 사용 목적
주 목적은 설치 없이 이동식 장치에 있는 소프트웨어를 사용하는 것이다. 이를 위하여 설정의 저장이 필요한데 보통의 경우 ini 파일이나 윈도우 레지스트리에 저장한다 ini 파일의 경우 복사만 하면 되지만 윈도우 레지스트리를 사용할 경우 약간의 처리가 필요하다. 또한 WinPE(Windows Preinstallation Environment)같은 정상적으로 프로그램을 설치하기 힘든 환경에서도 사용한다.

## 리팩 만들기
리팩 제작을 하는 방법은 크게 프로그램 파일을 복사하기 그리고 가상화를 하기, 로더를 제작하기 등으로 나뉜다. 사용의 편의성 등을 위해 파일들을 압축 자동 풀림 파일과 같은 종류로 단일 파일로 만들어서 가지고 다니는 사용자도 있다.

##### 가상화
주로 사용하고 있는 방법으론 가상화라고 불리는 방법으로 ThinApp 등으로 프로그램을 가상화 하거나, 버추얼박스 등의 운영 제제를 가상화하는 방법으로 나뉜다. 프로그램 가상화 방식은 오류가 많고, 느리지만 간편해서 자주 사용되고 있으며 운영 체제 가상화 방식은 오류는 없지만, 일부 USB 미디어에서 실행하기엔 너무 느리다.

##### 로더
프로그래밍으로 윈도우 레지스트리 등을 조작하여, 설치된 것과 유사한 환경을 만든 뒤 실행하는 방법이다. 이는 코더의 실력에 따라 안정성이 달라지며, 방법도 수 없이 많다. 주로 사용하는 언어는 오토잇, AutoHotKey, NSIS, 배치 파일, C++ 등이다.

## 문제점
일부 잘못 만들어진 휴대용 프로그램은 사용한 흔적(레지스트리, 임시 파일 등)이 남기도 한다. 또한 경우에 따라서 시스템을 손상시킬 우려도 있다.

## 무설치 소프트웨어와의 차이
무설치 소프트웨어는 설치의 여부가 기준이고, 휴대용 소프트웨어는 흔적을 남기는지 여부가 기준이다. 즉, 설치 없이 실행 가능하기만 하다면 무설치 소프트웨어이고, 흔적을 남기지 않는다면 휴대용 소프트웨어인 것이다.

## 종류
아래는 비휴대용이었던 것을 휴대용으로 리팩했거나 휴대용으로 출시된 소프트웨어다.
무설치 소프트웨어도 포함한다.
| - 시스템 소프트웨어 - 운영 체제 - 윈도우 XP 태블릿 PC 에디션 - 맥 OS 클래식 7 - 우분투 (운영 체제) 라이브 CD - 오픈수세 라이브 CD - 라이브 안드로이드 - 시스템 복구 프로그램 - Restoration - 백업 소프트웨어 - PortableApps Suite - 바이러스 검사 소프트웨어 - ClamWin - 개발자용 소프트웨어 - FSuite | - 응용 소프트웨어 - 오피스 제품군 - Abiword - OpenOffice - Sumatra - Notepad ++ - 웹 브라우저 - Firefox - Camino - Opera - Safari - 전자 우편 프로그램 - Mozilla ThunderBird - gDisk - Quick Mailer - 협업 소프트웨어(일정관리) - UK Calender - Mozilla Sunbird - Sunbird - Lightning | - 미디어 툴 - Audacity - VLC - iShout - CocoaJT - GIMP - IrfanView - XNView - Inkscape - 유틸리티 소프트웨어 - 7Zip - YamiPod - CPU-Z - Country Codes - Index Your Files - PC 게임 - Sudoku - Logix - GeneRally - Nagaskaki - NarkoMania - NeverBall |

## 같이 보기
- 윈도우 레지스트리
- INI 파일
- 가상화
- 프로그래밍
- Usboffice